# W. E. B. Du Bois
William Edward Burghardt "W. E. B." Du Bois (Great Barrington, Massachusetts, 1868. február 23. – Accra, Ghána, 1963. augusztus 27.) amerikai pedagógus, szociológus, történész, politikus és író. Afrikai, francia és dán ősök leszármazottja.

## Életútja
A Harvard Egyetemen George Santayana és William James tanítványa volt. A mester fokozat elnyerése után Európába utazott (Magyarországon is járt), a Berlini Egyetemen szociológiát és közgazdaságtant hallgatott. 1895-ben a Harvardon doktorált, értekezésének témája a rabszolga-kereskedelem. Ezután több egyetemen (Wilberforce, Philadelphia, Atlanta) tanított. 

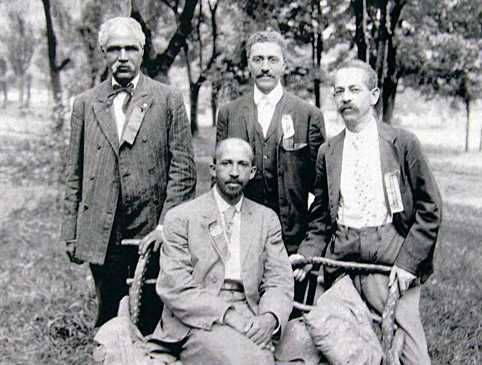
A Niagara mozgalom vezetői, ülő alak W. E. B. Du Bois (1906)

Tanulmányokat írt a néger kisebbség szociális és gazdasági helyzetéről (The Philadelphia Negro, 1899). Különböző polgárjogi szervezetek alapító tagjaként, köztük Niagara Movement, National Association for the Advancement of Colored People (NAACP) vett részt a színes bőrűek polgári és kulturális jogaiért folytatott politikai harcokban. Eltökélten harcolt a színes bőrű gyerekek elkülönített iskolai oktatása ellen. Az 1920-as években egy új, kulturálisan magasan fejlett afrikai állam létrehozásának gondolata foglalkoztatta. Bejárta a világot, több ízben járt a Szovjetúnióban, rokonszenvezett a kommunizmus eszméivel, 1958-ban Nemzetközi Lenin-békedíjjal tüntették ki.
Du Bois a reformpedagógiához közeli pedagógiai nézeteket vallott. John Dewey-hoz hasonlóan nagyra értékelte az ingergazdag környezetet, amely „a világ dolgainak rendkívül sokféleségével” hat a gyermek lelkére. A nevelés végső célja, hogy hozzájáruljon a kultúrák közeledéséhez.
Számos angol nyelvű kötete megtalálható magyarországi közkönyvtárakban is. Válogatott prózai írásait 1334 oldalon adták közre 1986-ban. (Writings. New York, N.Y., The Library of America.)

## Műveiből
- The gift of black folk: Negroes in making of America. Boston, 1924
- Africa – its place in modern history, Africa – its geography, people and products. Kansas, 1930
- The world and Africa. New York, N.Y. 1965

## Magyarul megjelent művei
- A fekete láng. Regénytrilógia, 1-3.; ford. Szinnai Tivadar, jegyz. Szabó Mária; Kossuth, Bp.,1961–1963
- John Brown balladája; ford. Borbás Mária; Kossuth, Bp., 1978